# 山田ナビスコ
山田 ナビスコ（やまだ ナビスコ、1969年 - ）は、日本のライブ構成作家。
大学卒業後、カルチャー誌のライターとなる。求人募集に応募したことをきっかけに、1994年に銀座7丁目劇場の座付き作家として活動を始める。その後、東京吉本の若手芸人のライブの構成作家として主に活動している。テレビ・ラジオの番組構成に関わることはなく、東京吉本のライブにのみ関わり続けているという珍しいポジションの構成作家である。
おかずクラブ、ネルソンズ、オズワルド、囲碁将棋など多くの東京吉本所属の芸人が恩師として名前を挙げることがある。

## 著書
- 山田ナビスコ『東京芸人水脈史 東京吉本芸人との28年』宝島社、2022年11月26日。[2]